# Kurt von Schmalensee
Kurt von Schmalensee (ur. 5 września 1896, Gullspång, zm. 13 lipca 1972, Norrköping) – szwedzki architekt, przedstawiciel modernizmu. Brat architekta Artura von Schmalensee. Projektant budowli publicznych oraz konserwator wielu budowli sakralnych.
Zatrudniony w latach 1929–1961 jako architekt miejski w Norrköping.

## Życiorys
Kurt von Schmalensee dzieciństwo spędził w Granbergsdal w Västergötland, gdzie jego ojciec był dyżurnym ruchu. Później cala rodzina przeniosła się do Örebro, gdzie w 1916 Kurt von Schmalensee zrobił maturę. W roku następnym został zatrudniony w Byggnadsnämnden (pol. Komisji Budowlanej) w Örebro i wówczas odkrył u siebie zainteresowanie architekturą i postanowił uczyć się w tym kierunku. 
W 1922 uzyskał dyplom na Wydziale Architektury w Kungliga Tekniska Högskolan w Sztokholmie a trzy lata później został absolwentem Kungliga Konsthögskolans byggnadsskola.
W latach 1926–27 był zatrudniony w Kungliga Byggnadsstyrelsen (Królewskim Zarządzie ds. Budowlanych), gdzie miał za zadanie sporządzanie planów restauracji obiektów sakralnych; zadaniu temu poświęcił resztę życia.
W 1928 Kurt von Schmalensee odbył podróż studialną m.in. do Niemiec i Francji, gdzie zapoznał się z najnowszymi osiągnięciami architektury, w tym z dokonaniami twórców Bauhausu i Le Corbusiera. Dominującym wówczas trendem był funkcjonalizm z jego dążeniem do prostoty i nowego artykułowania przestrzeni architektonicznej. W 1929 otrzymał posadę architekta miejskiego w Norrköping. 
19 października 1935 ożenił się z pochodzącą z Austrii Anną Daurer (1907-1991), z którą miał dwie córki: Ullę och Brittę.
Na wystawie sztokholmskiej w 1930 zaprezentował po raz pierwszy idee funkcjonalizmu na gruncie szwedzkim. W swej przyszłej działalności nawiązywał jednak bardziej do radykalnych idei architektury modernistycznej. Wyrazem tego były zrealizowane w Norrköping projekty krematorium (1937-38), budynku straży pożarnej (1939) oraz Norrköpings konstmuseum (1941-46).
W latach 1958–1960 Kurt von Schmalensee restaurował katedrę w Växjö. Jej fasadzie przywrócił średniowieczny wygląd ale wnętrzu nadał charakter modernistyczny.
W latach 60. Kurt von Schmalensee sprzeciwiał się fali masowych wyburzeń starych budowli, jaka przetoczyła się wówczas przez Szwecję. Jednocześnie sam przeszedł do historii jako twórca i wykonawca jednego z najbardziej kontrowersyjnych pomysłów architektonicznych, kiedy zdecydował się na wyburzenie starego, barokowego kościoła w Kili, zniszczonego przez szkodniki i zbudowanie nowego, modernistycznego.

## Dorobek twórczy
Do najważniejszych dokonań Kurta von Schmalensee należą:

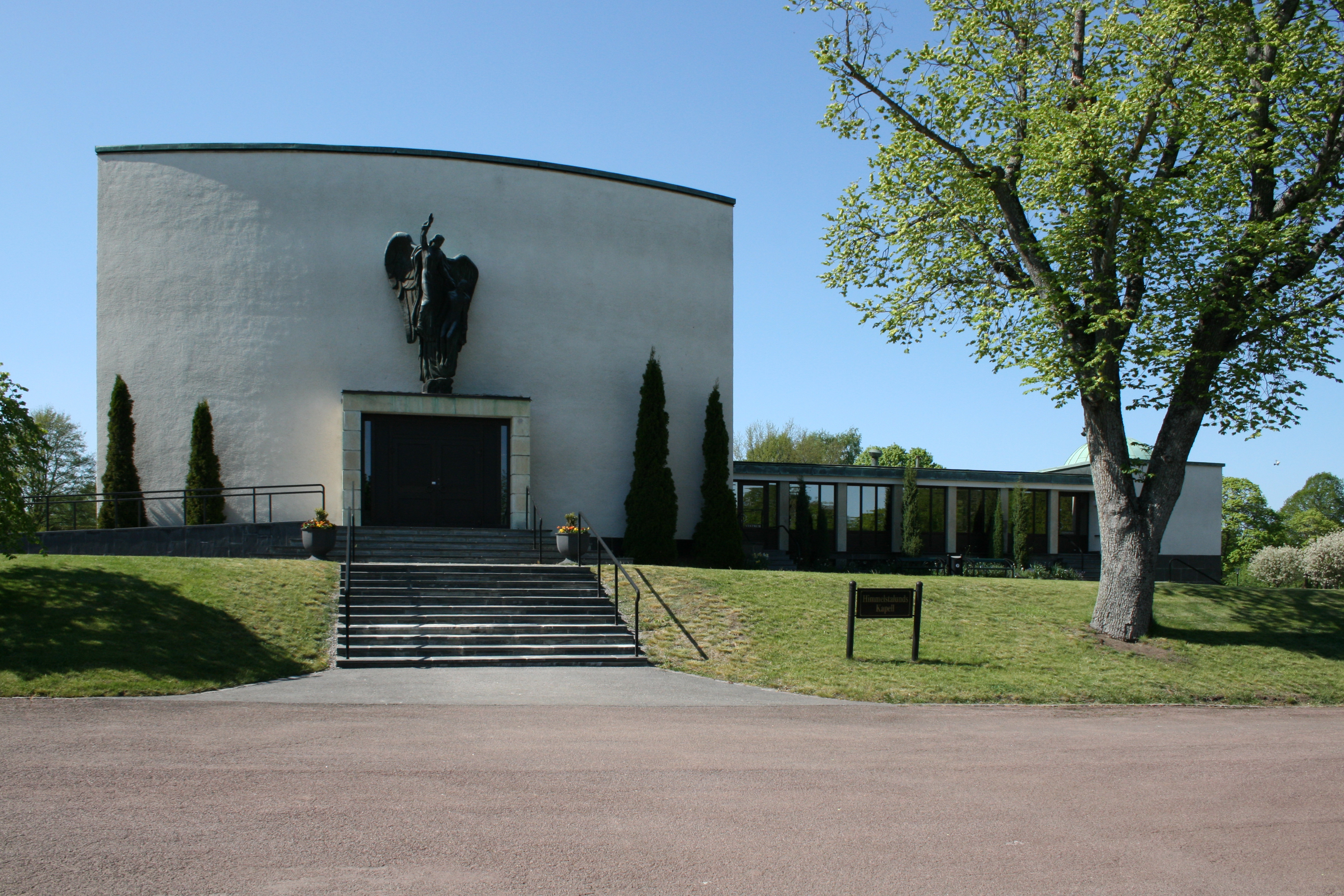
Kaplica i krematorium na cmentarzu Norra kyrkogården w Norrköping (1937–1938)
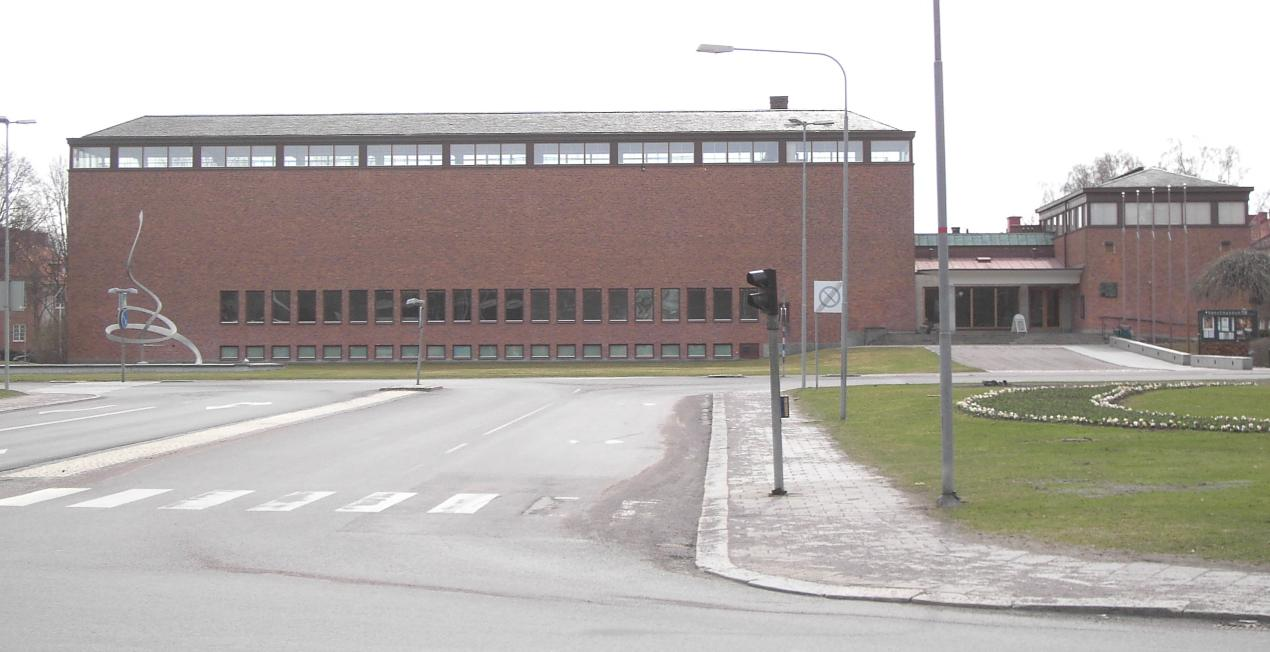
Projekt i budowa Konstmuseum w Norrköping (1941–1946)
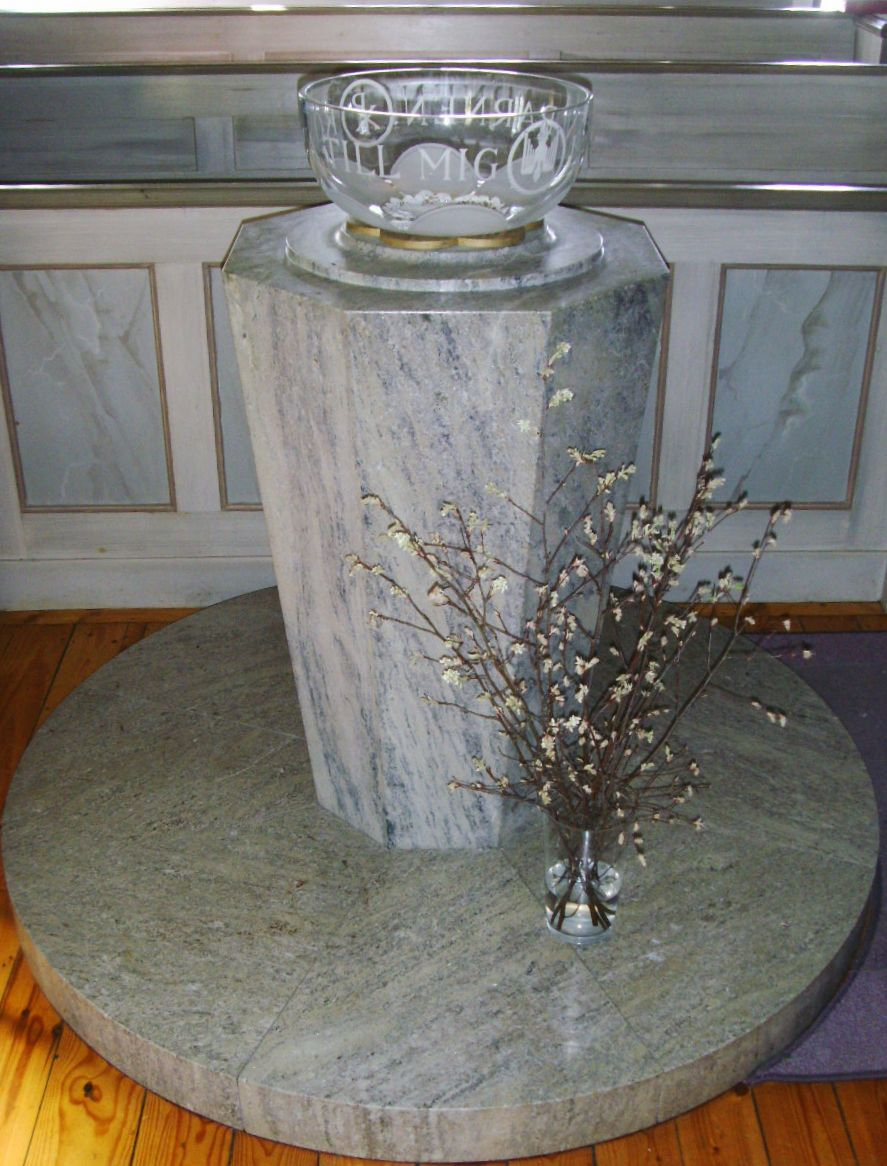
Modernistyczna chrzcielnica z kościoła w Rejmyre (1953)
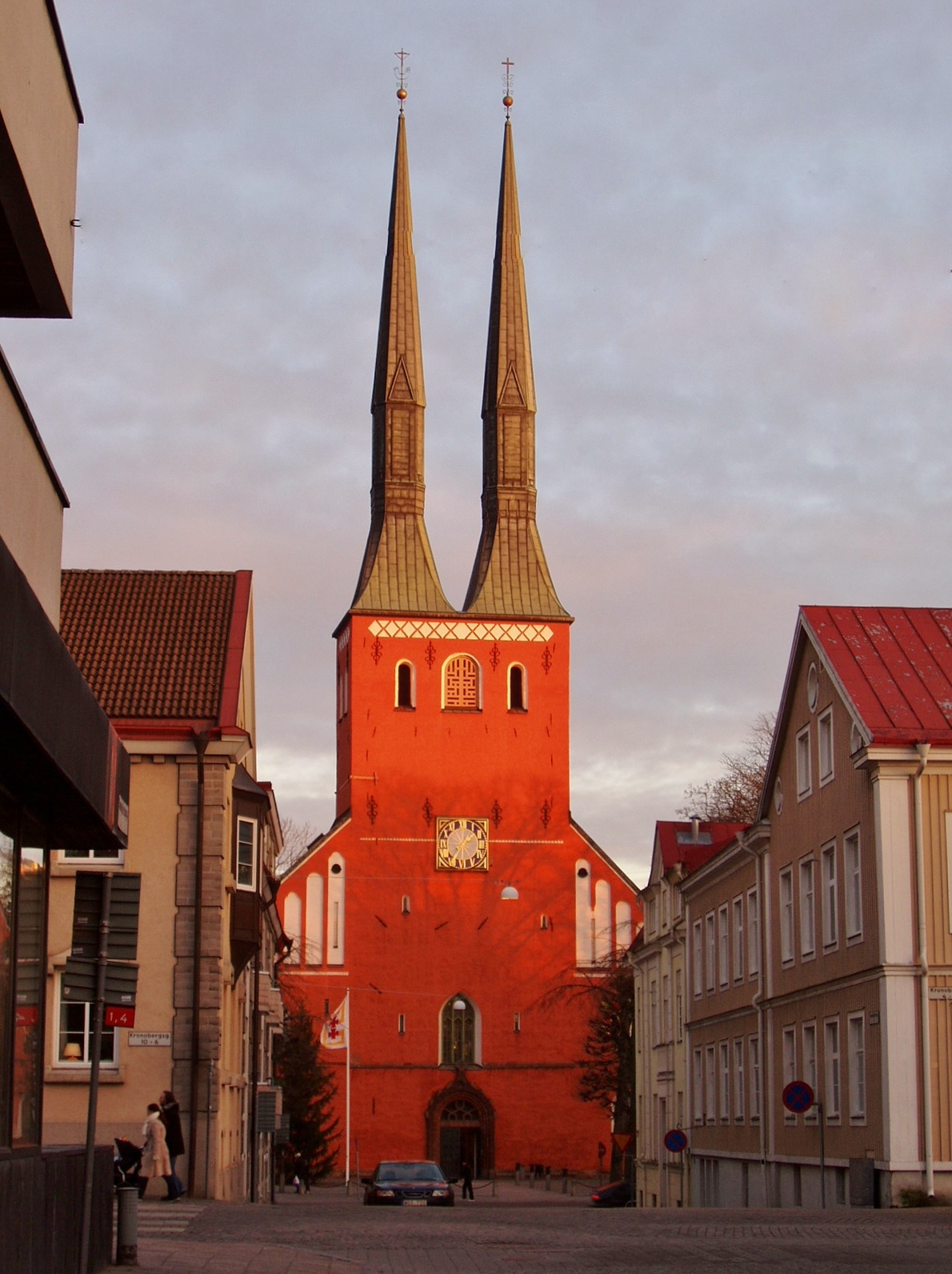
Katedra w Växjö – renowacja i przywrócenie fasadzie dawnego wyglądu (1958–1960)
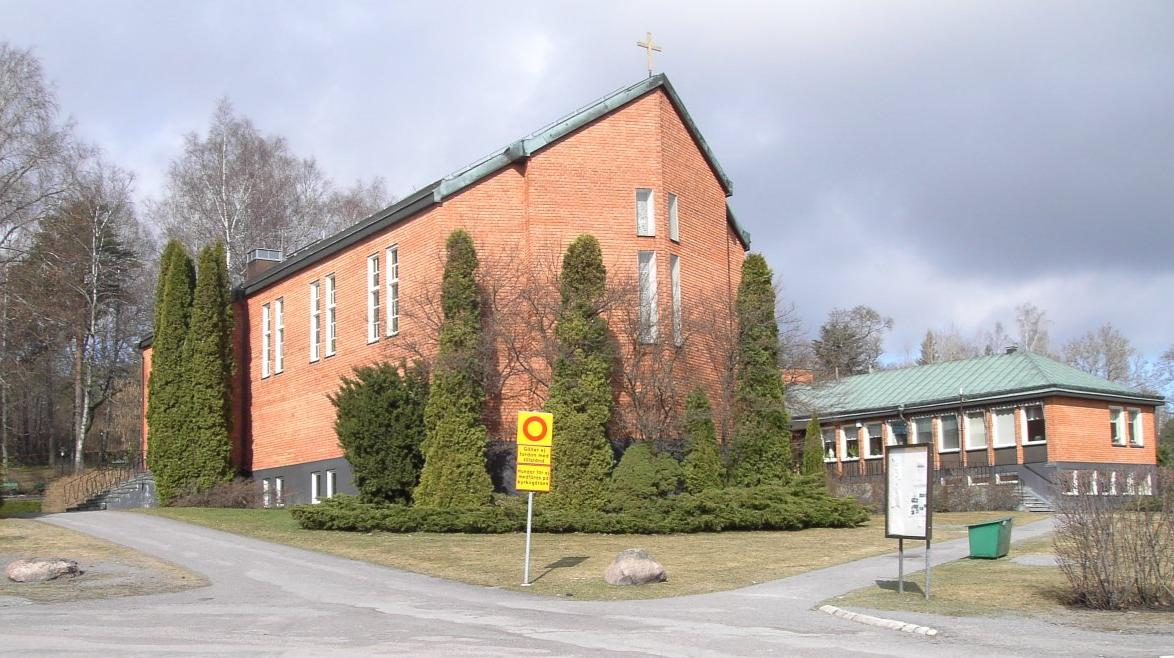
Kościół w Ättetorp (dzielnica Norrköping) (1962)
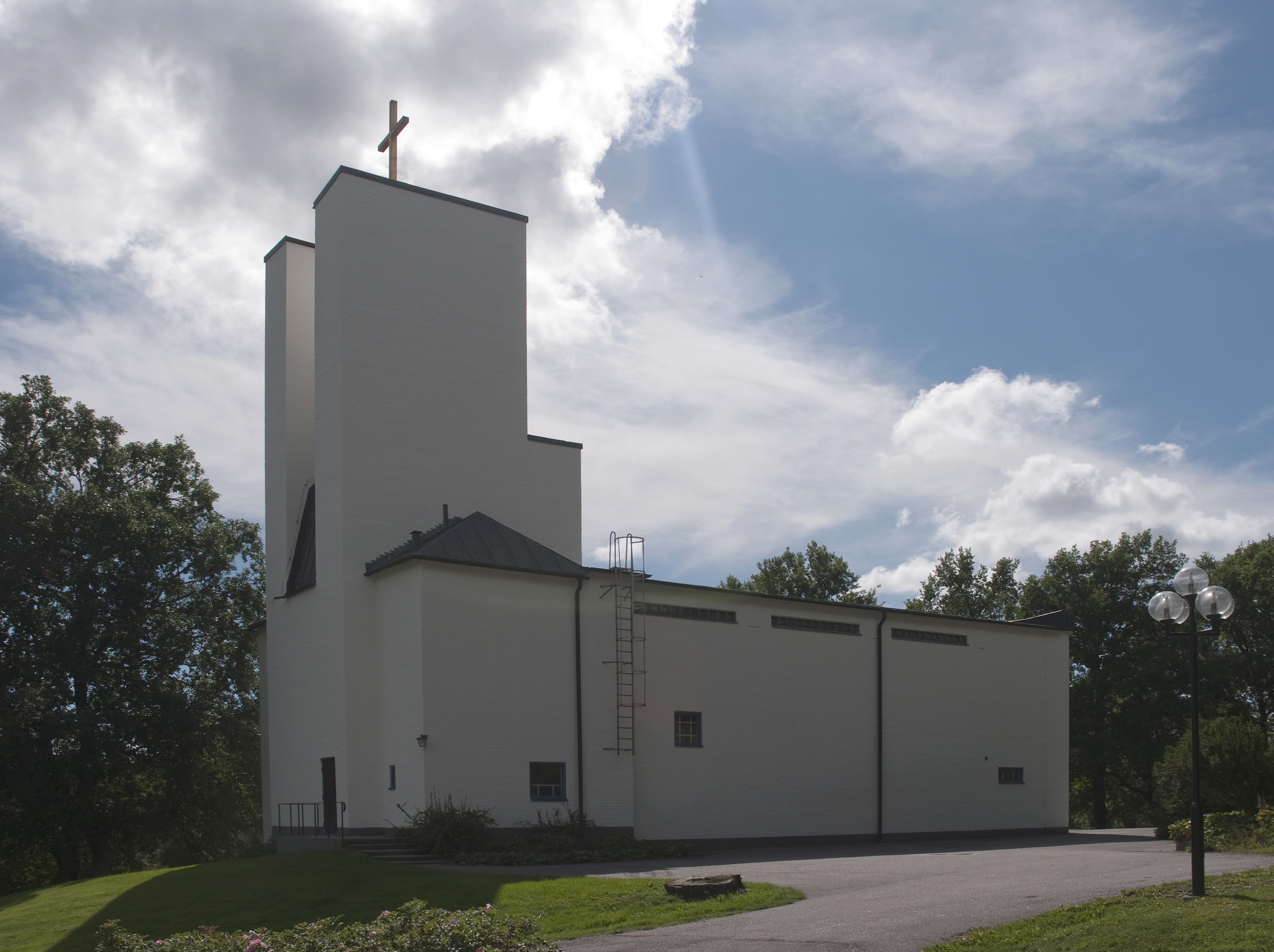
Projekt i budowa kościoła w Kili (1965)